# Hodkovičky
Hodkovičky – część Pragi. W 2006 zamieszkiwało ją 3570 mieszkańców.